# Campo de trabajos de Solovkí

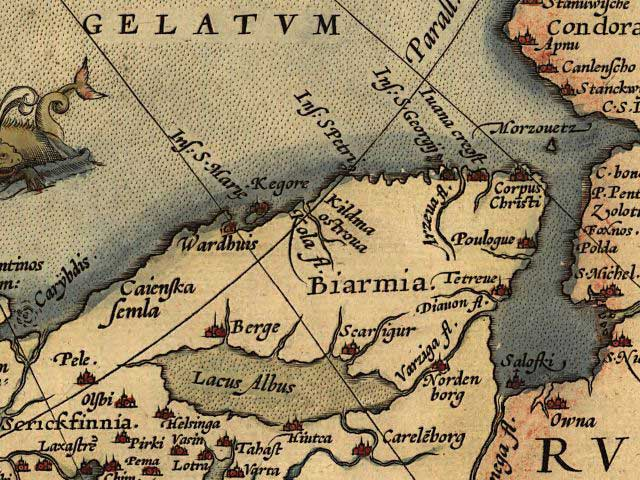
Un mapa de 1570 por Abraham Ortelius muestra la localización de "Salofkí".

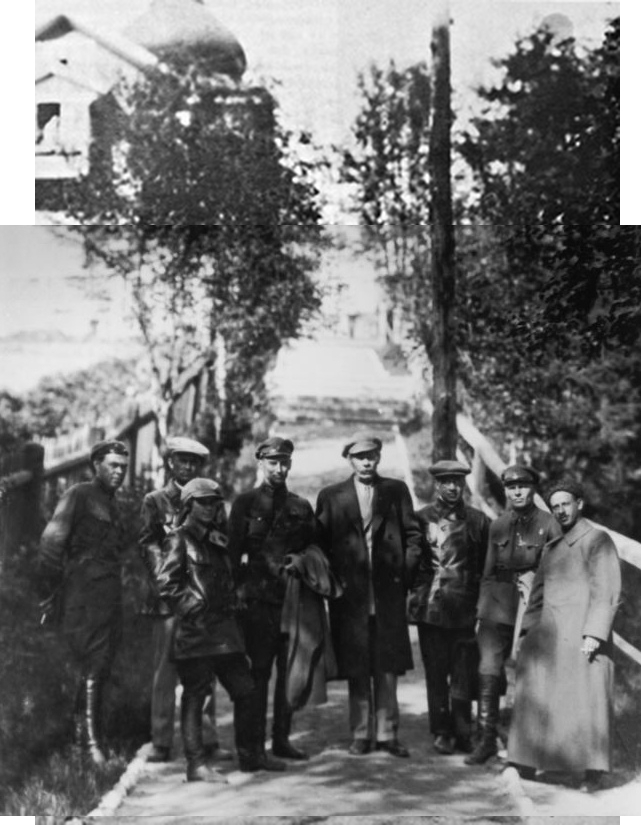
Máximo Gorki de excursión en Solovkí. 1929

El campo de prisioneros de Solovkí (más tarde la prisión Solovkí) se encuentra en el archipiélago Solovetsky, en el Mar Blanco). Era la "madre del GULAG", de acuerdo a Aleksandr Solzhenitsyn. Históricamente, las Islas Solovetsky han sido la ubicación del famoso complejo ruso ortodoxo de los Monasterios de Solovetsky, que repelieron los ataques extranjeros durante la Época de la Inestabilidad, la Guerra de Crimea y la Guerra Civil Rusa.
Por decreto de Lenin, los edificios del monasterio se convirtieron en Solovetsky Láger Osóbogo Naznachenia (SLON), es decir, el "Campo Solovkí de Propósito Especial". El acrónimo del nombre de campamento es un juego de palabras sombrío para aquellos que hablan ruso: slon significa "elefante". Fue uno de los primeros "campos de trabajo correctivos", un prototipo del sistema Gulag. A comienzos de 1924, a veces fue utilizado el doble nombre Sévernyie (Solovétskiye) Lagueryá OGPU (Campos del Norte de OGPU (Solovkí)).
En 1926, el campo de Solovkí se convirtió en una prisión, en parte debido a las condiciones que hacían casi imposible escapar de ella, y en parte porque el monasterio había sido utilizado como prisión política por la administración imperial rusa. El tratamiento de los prisioneros originó muchas críticas en Europa Occidental y los EE. UU. Después de una limpieza a fondo, el gobierno soviético envió al escritor proletario Máximo Gorki al campamento en un intento de contrarrestar estas críticas. De hecho, Gorki escribió un ensayo muy favorable, en el que elogiaba la hermosa naturaleza de las islas. Cuánto sabía Gorki sobre las condiciones reales sigue siendo un misterio.
La prisión fue cerrada en 1939 por la inminencia de la Segunda Guerra Mundial, ya que el campo estaba situado cerca de la frontera con Finlandia. Los edificios se transformaron entonces en una base naval. La Iglesia Ortodoxa restableció el monasterio en 1992, año en que el conjunto se incluyó en la Lista de Patrimonio de la Humanidad de la UNESCO.

## Prisioneros notables

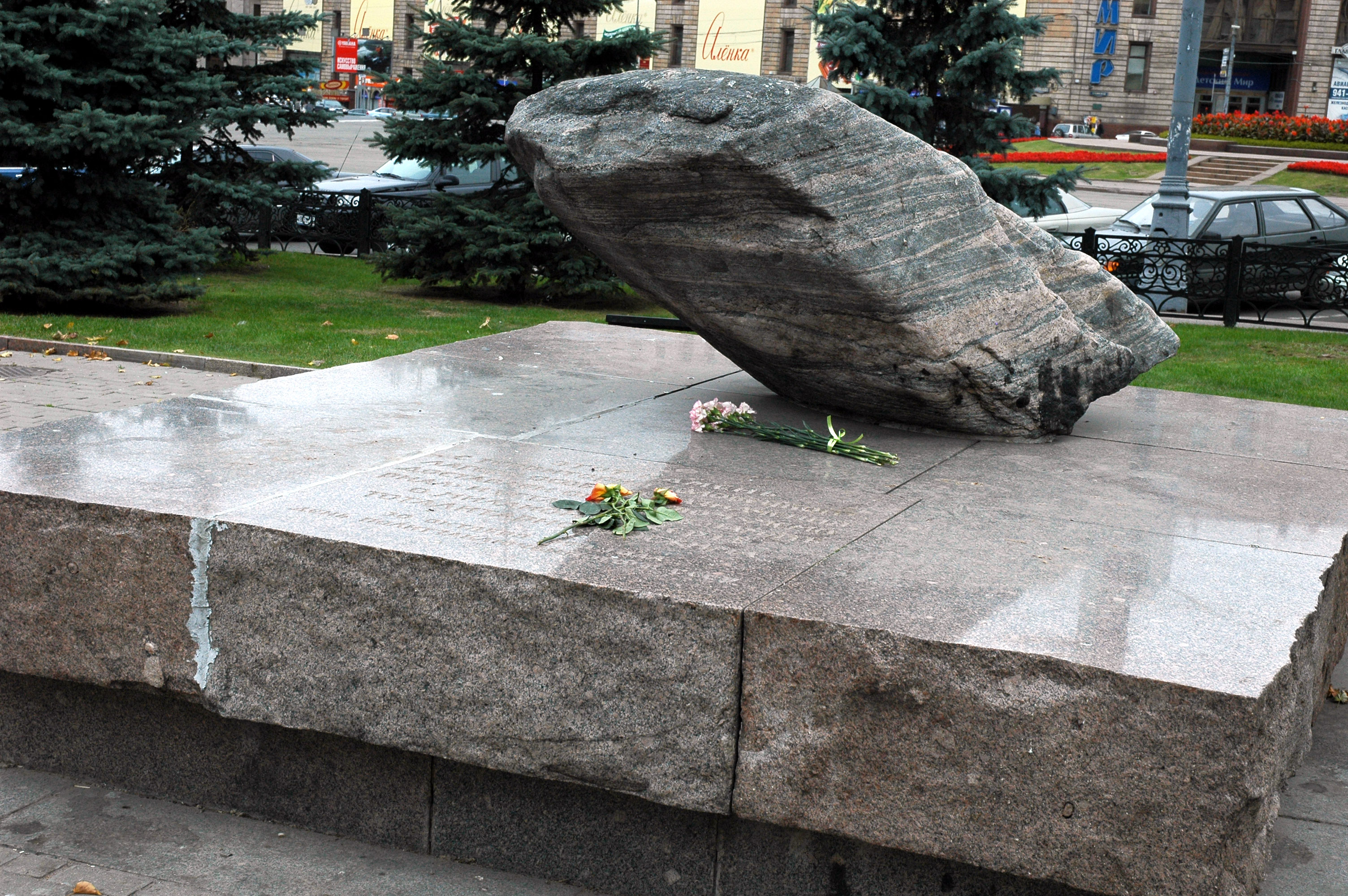
Monumento a las víctimas del Gulag, en la Plaza Lubianka de Moscú, a partir de una roca de las Islas Solovetsky.

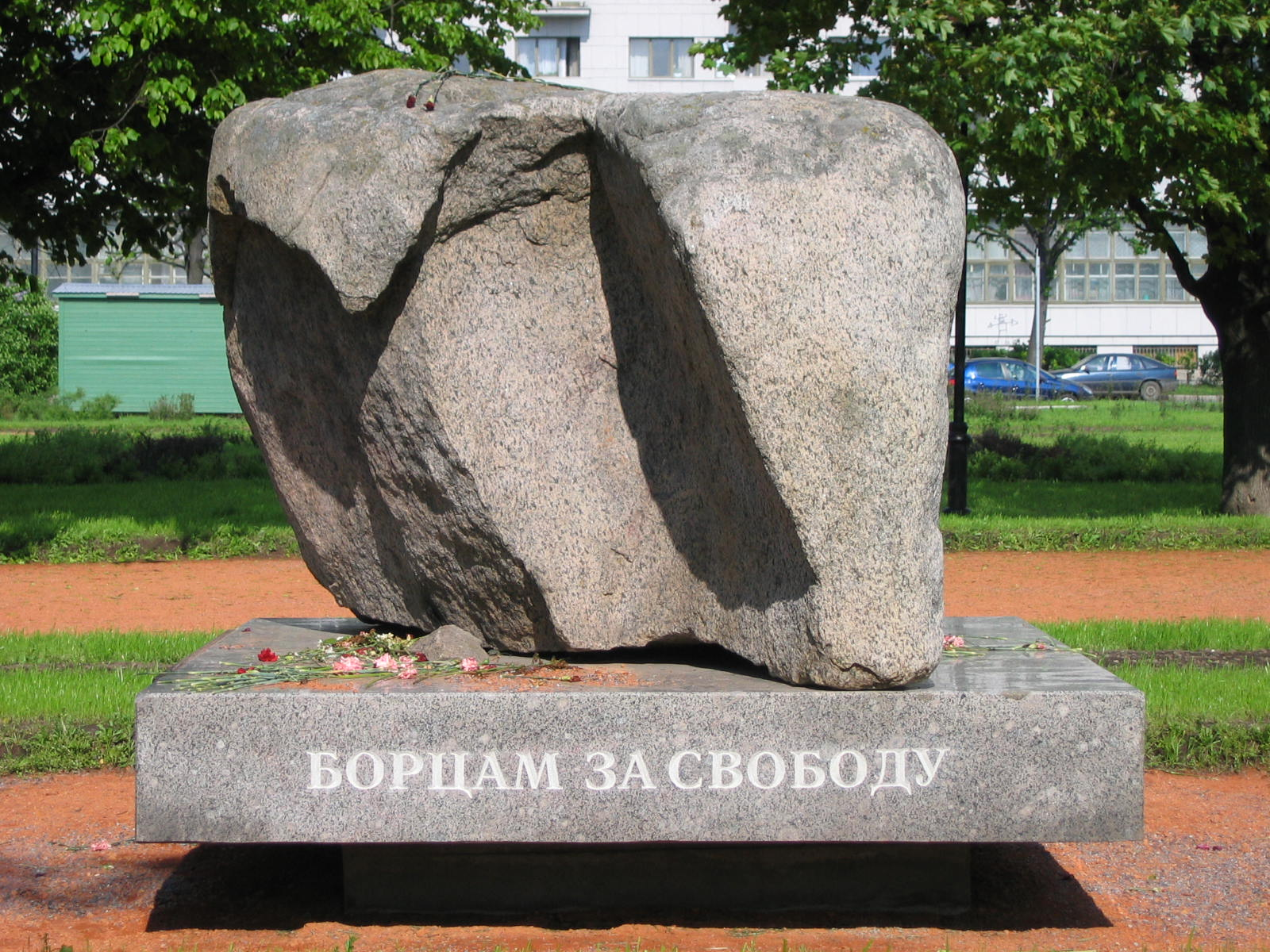
Monumento a las víctimas del Gulag, en San Petersburgo, a partir de una roca de las Islas Solovetsky.

Muchos de los prisioneros eran miembros de la intelligentsia y representan la flor y nata del período zarista y revolucionario de Rusia. Estos incluyen:
- Profesor A.E. Anísimov - crítico de arte
- I.P. Antsíferov - historiador
- V.A. Artémiev - inventor
- Profesor S.A. Askóldov
- V.W. Bajton - inventor
- Vladímir Beneshévich - historiador, paleógrafo
- A.V. Bobríschev-Pushkin - descendiente del decembrista Pável Serguéievich Bobríschev-Pushkin
- Ósip Braz - artista
- Pável Florenski - sacerdote, científico, enciclopedista
- G.J. Gordon - historiador
- A.K. Gorski - filósofo y poeta
- Archimandrite Ilarión (Troitski) - profesor de la Academia Teológica de Moscú
- Académico Dmitri Lijachov - filólogo
- I.V. Popov - profesor de la Academia Teológica de Moscú
- N.N. Vinográdov - historiador y etnógrafo
- O.V. Vólkov - escritor
- M.N. Voronói - poeta
- Varlam Shalámov - escritor
- Beato Leónidas Fedórov - exarca apostólico de los católicos de rito bizantino ruso, teólogo, erudito

Naftali Frénkel estuvo preso en un inicio, pero más tarde se convirtió en comandante del campamento.

## El Campo Solovkí en el arte y la literatura
- Aleksandr Solzhenitsyn emplea una gran cantidad de la Parte III del Archipiélago Gulag en discutir el desarrollo de Solovkí y las condiciones reinantes durante el régimen soviético temprano.
- La ciudad ficticia de Solovéts en la novela El lunes comienza el sábado de Arkadi y Borís Strugatski es un indicio del Monasterio de Solovetsky.
- En El maestro y Margarita de Mijaíl Bulgákov, el poeta Iván Bezdomny (cuyo nombre significa Juan Sintecho) sugiere a Woland (el nombre alemán de Satanás) que Immanuel Kant debería ser enviado a Solovkí como castigo por sus intentos de probar la existencia de Dios. Voland responde: "¡Ese es justo el lugar para él! Se lo dije ese día en el desayuno ... [Sin embargo] Es imposible enviarlo a Solovkí por la sencilla razón de que ha residido durante los últimos ciento y tantos años en lugares considerablemente más remotos que Solovkí, y, te lo aseguro, es imposible sacarlo de allí".
- Marina Goldóvskaya en la película documental de 1988 El poder Solovetski[5] explora el campo de Solovkí y su estatus como el primero de los campos soviéticos de trabajo. Incluye entrevistas con ex prisioneros, incluyendo a Dmitri Lijachov.[6]
- Yohann Bereslavsky (Juan de San Grial) escribió El vencedor del GULAG, relatando la historia espiritual (no ficción) del GULAG de Solovkí, contado por un expreso: Serafim, primer patriarca de la iglesia rusa de catacumbas.